# Петра Квітова
Пе́тра Кві́това (чеськ. Petra Zhul Kvitová, *8 березня 1990, Біловец) — чеська тенісистка-професіонал, дворазова переможниця Вімблдонського турніру, бронзова медалістка Олімпійських ігор у Ріо-де-Жанейро.
Двічі вигравала Вімблдонський турнір: 2011 та 2014 років. Входила до чільної десятки світового рейтингу з 7 травня 2011. За підсумками сезону 2011 року Квітову визнали найкращим гравцем Міжнародної тенісної асоціації.
Разом зі збірною Чехії Квітова вигравала Кубок федерації 2011, 2012, 2014, 2015 та 2016 років, а також Кубок Гопмана 2012 року.

## 2011
На Відкритому чемпіонаті Австралії 2011 Квітова добралася до чвертьфіналу, де поступилася Вірі Звонарьовій. У лютому Петра виграла турнір Open GDF Suez, здолавши у фіналі першу ракетку світу Кім Клейстерс. У травні Петра вперше перемогла в турнірі із розряду Premium Madrid Open, що дозволило їй піднятися в першу десятку світового рейтингу.
На Відкритому чемпіонаті Франції Петра поступилася в четвертому колі майбутній переможниці Лі На в трьох сетах.
2 липня Квітова перемогла у Вімблдоні, здолавши в фіналі Марію Шарапову — 6:3, 6:4.
30 жовтня Петра виграла завершальний турнір сезону, Чемпіонат WTA, здолавши у фіналі Вікторію Азаренко 7-5, 4-6, 6-3. В кінці сезону Петра отримала звання найкращого гравця року WTA.

## Ножове поранення і повернення в Тур
Перед Різдвом 2016 року Квітова зазнала ножового поранення в руку від грабіжника, що проліз у її квартиру. Їй довелося пропустити частину сезону 2017 року, вона випала із чільної десятки рейтингу WTA. Вона повернулася на Відкритий чемпіонат Франції, в якому програла в другому колі. Справи пішли на краще в трав'яному сезоні — Петра виграла турнір у Бірмінгемі (це була її 20-а перемога в Турі), однак на Вімблдоні вона почувала все ще погано й вибула в другому колі.
2018 рік Квітова розпочала дуже успішно і до червня виграла 5 турнірів — більше за всіх. Зокрема вона вперше виграла домашній турнір у Празі й захистила свій титул у Бірмінгемі. Такі успіхи дозволили їй повернутися в чільну десятку рейтингу.

## Стиль гри
Квітова шульга і має сильну подачу, а також сильні удари з обох сторін, якими вона виграє дуже багато розіграшів. Для неї властива велика кількість невимушених помилок, що пояснюється великим ступенем ризику й близькістю гри до задньої лінії, якою вона намагається компенсувати малу рухливість. Цим часто користуються суперниці на кшталт Радванської, Халеп, Кербер, повертаючи м'яч і провокуючи її на помилку. До недоліків також можна віднести недостатню витривалість.

## Статистика

### Фінали турнірів Великого слема

#### Одиночний розряд: 2 (2 титули)
| Результат | Рік  | Турнір          | Поверхня | Суперниця      | Рахунок            |
| --------- | ---- | --------------- | -------- | -------------- | ------------------ |
| Перемога  | 2011 | Wimbledon       | Трава    | Марія Шарапова | 6–3, 6–4           |
| Перемога  | 2014 | Wimbledon (2)   | Трава    | Ежені Бушар    | 6–3, 6–0           |
| Поразка   | 2019 | Australian Open | Хард     | Наомі Осака    | 6–7(2–7), 7–5, 4–6 |

### Фінали підсумкових турнірів року

#### Одиночний розряд: 2 (1 перемога, 1 поразка)
| Результат | Рік  | Турнір   | Поверхня | Супротивниця       | Рахунок       |
| --------- | ---- | -------- | -------- | ------------------ | ------------- |
| Перемога  | 2011 | Стамбул  | Хард (i) | Вікторія Азаренко  | 7–5, 4–6, 6–3 |
| Поразка   | 2015 | Сінгапур | Хард (i) | Агнешка Радванська | 2−6, 6−4, 3−6 |

## Історія виступів на турнірах Великого слема

### Одиночний розряд
| Турнір           | 2006 | 2007 | 2008 | 2009 | 2010 | 2011 | 2012 | 2013 | 2014 | 2015 | 2016 | 2017 | 2018 | 2019 | 2020 | Усп    | В–П    |
| ---------------- | ---- | ---- | ---- | ---- | ---- | ---- | ---- | ---- | ---- | ---- | ---- | ---- | ---- | ---- | ---- | ------ | ------ |
| Australian Open  | A    | A    | К1   | 1к   | 2к   | ЧФ   | ПФ   | 2к   | 1к   | 3к   | 2к   | A    | 1к   | Ф    | ЧФ   | 0 / 11 | 24–11  |
| French Open      | A    | A    | 4к   | A    | 1к   | 4к   | ПФ   | 3к   | 3к   | 4к   | 3к   | 2к   | 3к   | А    | ПФ   | 0 / 10 | 23–10  |
| Wimbledon        | A    | A    | 1к   | 1к   | ПФ   | П    | ЧФ   | ЧФ   | П    | 3к   | 2к   | 2к   | 1к   | 4к   |      | 2 / 12 | 33–10  |
| US Open          | A    | К2   | 1к   | 4к   | 3к   | 1к   | 4к   | 3к   | 3к   | ЧФ   | 4к   | ЧФ   | 3к   | 2к   |      | 0 / 12 | 26–12  |
| Виграші–Програші | 0–0  | 0–0  | 3–3  | 3–3  | 8–4  | 14–3 | 17–4 | 8–4  | 11–3 | 11–4 | 7–4  | 6–3  | 4–4  | 10–3 | 4–1  | 2 / 45 | 106–43 |

### Парний розряд
| Турнір           | 2008 | 2009 | 2010 | 2011 | Усп    | В–П  |
| ---------------- | ---- | ---- | ---- | ---- | ------ | ---- |
| Australian Open  | A    | 1к   | 1к   | 2к   | 0 / 3  | 1–3  |
| French Open      | A    | A    | 2к   | A    | 0 / 1  | 1–1  |
| Wimbledon        | 1к   | A    | 1к   | 1к   | 0 / 3  | 0–3  |
| US Open          | 1к   | 1к   | 1к   | A    | 0 / 3  | 0–3  |
| Виграші–Програші | 0–2  | 0–2  | 1–4  | 1–2  | 0 / 10 | 2–10 |

## Фінали турнірів WTA

### Одиночний розряд: 42 (31 титул, 11 поразок)
| Легенда                      |
| ---------------------------- |
| Турніри Великого шлему (2–1) |
| Фінал WTA (1–1)              |
| WTA Elite Trophy (1–0)       |
| Турніри WTA 1000 (9–4)       |
| Турніри WTA 500 (14–2)       |
| Турніри WTA 250 (4–3)        |

| Титули за покриттям |
| ------------------- |
| Тверде (20–9)       |
| Трава (6–1)         |
| Ґрунт (5–1)         |
| Килим (0–0)         |

| Фінали за типом корту |
| --------------------- |
| Закритий корт (6–3)   |
| Відкритий корт (25–8) |

| Результат | В-П   | Дата     | Турнір                                            | Категорія         | Покриття   | Опонент              | Рахунок            |
| --------- | ----- | -------- | ------------------------------------------------- | ----------------- | ---------- | -------------------- | ------------------ |
| Перемога  | 1–0   | Січ 2009 | Hobart International, Австралія                   | International     | Тверде     | Івета Бенешова       | 7–5, 6–1           |
| Поразка   | 1–1   | Жов 2009 | Linz Open, Австрія                                | International     | Тверде (i) | Яніна Вікмаєр        | 4–6, 3–6           |
| Перемога  | 2–1   | Січ 2011 | Brisbane International, Австралія                 | International     | Тверде     | Андреа Петкович      | 6–1, 6–3           |
| Перемога  | 3–1   | Лют 2011 | Open GDF Suez, Франція                            | Premier           | Тверде (i) | Кім Клейстерс        | 6–4, 6–3           |
| Перемога  | 4–1   | Тра 2011 | Мастерс Мадрид, Іспанія                           | Premier M         | Ґрунт      | Вікторія Азаренко    | 7–6(7–3), 6–4      |
| Поразка   | 4–2   | Чер 2011 | Eastbourne International, Велика Британія         | Premier           | Трава      | Маріон Бартолі       | 1–6, 6–4, 5–7      |
| Перемога  | 5–2   | Лип 2011 | Вімблдонський турнір, Велика Британія             | Grand Slam        | Трава      | Марія Шарапова       | 6–3, 6–4           |
| Перемога  | 6–2   | Жов 2011 | Linz Open, Австрія                                | International     | Тверде (i) | Домініка Цібулкова   | 6–4, 6–1           |
| Перемога  | 7–2   | Жов 2011 | Фінал WTA, Туреччина                              | WTA Championships | Тверде (i) | Вікторія Азаренко    | 7–5, 4–6, 6–3      |
| Перемога  | 8–2   | Сер 2012 | Мастерс Канада, Канада                            | Premier 5         | Тверде     | Лі На                | 7–5, 2–6, 6–3      |
| Перемога  | 9–2   | Сер 2012 | Connecticut Open, США                             | Premier           | Тверде     | Марія Кириленко      | 7–6(11–9), 7–5     |
| Перемога  | 10–2  | Лют 2013 | Dubai Tennis Championships, ОАЕ                   | Premier           | Тверде     | Сара Еррані          | 6–2, 1–6, 6–1      |
| Поразка   | 10–3  | Кві 2013 | Katowice Open, Польща                             | International     | Ґрунт (i)  | Роберта Вінчі        | 6–7(2–7), 1–6      |
| Поразка   | 10–4  | Сер 2013 | Connecticut Open, США                             | Premier           | Тверде     | Сімона Халеп         | 2–6, 2–6           |
| Перемога  | 11–4  | Жов 2013 | Toray Pan Pacific Open, Японія                    | Premier 5         | Тверде     | Анджелік Кербер      | 6–2, 0–6, 6–3      |
| Перемога  | 12–4  | Лип 2014 | Wimbledon, Велика Британія (2)                    | Grand Slam        | Трава      | Ежені Бушар          | 6–3, 6–0           |
| Перемога  | 13–4  | Сер 2014 | Connecticut Open, США (2)                         | Premier           | Тверде     | Магдалена Рибарикова | 6–4, 6–2           |
| Перемога  | 14–4  | Вер 2014 | Wuhan Open, КНР                                   | Premier 5         | Тверде     | Ежені Бушар          | 6–3, 6–4           |
| Поразка   | 14–5  | Жов 2014 | China Open, КНР                                   | Premier M         | Тверде     | Марія Шарапова       | 4–6, 6–2, 3–6      |
| Перемога  | 15–5  | Січ 2015 | Sydney International, Австралія                   | Premier           | Тверде     | Кароліна Плішкова    | 7–6(7–5), 7–6(8–6) |
| Перемога  | 16–5  | Тра 2015 | Madrid Open, Іспанія (2)                          | Premier M         | Ґрунт      | Світлана Кузнецова   | 6–1, 6–2           |
| Перемога  | 17–5  | Сер 2015 | Connecticut Open, США (3)                         | Premier           | Тверде     | Луціє Шафарова       | 6–7(6–8), 6–2, 6–2 |
| Поразка   | 17–6  | Лис 2015 | WTA Фінали, Сінгапур                              | WTA Фінали        | Тверде     | Агнешка Радванська   | 2–6, 6–4, 3–6      |
| Перемога  | 18–6  | Жов 2016 | Wuhan Open, КНР (2)                               | Premier 5         | Тверде     | Домініка Цібулкова   | 6–1, 6–1           |
| Поразка   | 18–7  | Жов 2016 | BGL Luxembourg Open, Люксембург                   | International     | Тверде (i) | Моніка Нікулеску     | 4–6, 0–6           |
| Перемога  | 19–7  | Лис 2016 | WTA Elite Trophy, КНР                             | Elite Trophy      | Тверде (i) | Еліна Світоліна      | 6–4, 6–2           |
| Перемога  | 20–7  | Чер 2017 | Birmingham Classic, Велика Британія               | Premier           | Трава      | Ешлі Барті           | 4–6, 6–3, 6–2      |
| Перемога  | 21–7  | Лют 2018 | St. Petersburg Ladies' Trophy, Росія              | Premier           | Тверде (i) | Крістіна Младенович  | 6–1, 6–2           |
| Перемога  | 22–7  | Лют 2018 | Qatar Ladies Open, Катар                          | Premier 5         | Тверде     | Гарбінє Мугуруса     | 3–6, 6–3, 6–4      |
| Перемога  | 23–7  | Тра 2018 | WTA Prague Open, Чехія                            | International     | Ґрунт      | Міхаела Бузернеску   | 4–6, 6–2, 6–3      |
| Перемога  | 24–7  | Тра 2018 | Madrid Open, Іспанія (3)                          | Premier M         | Ґрунт      | Кікі Бертенс         | 7–6(8–6), 4–6, 6–3 |
| Перемога  | 25–7  | Чер 2018 | Birmingham Classic, Велика Британія (2)           | Premier           | Трава      | Магдалена Рибарикова | 4–6, 6–1, 6–2      |
| Перемога  | 26–7  | Січ 2019 | Sydney International, Австралія (2)               | Premier           | Тверде     | Ешлі Барті           | 1–6, 7–5, 7–6(7–3) |
| Поразка   | 26–8  | Січ 2019 | Відкритий чемпіонат Австралії з тенісу, Австралія | Grand Slam        | Тверде     | Наомі Осака          | 6–7(2–7), 7–5, 4–6 |
| Поразка   | 26–9  | Лют 2019 | Dubai Championships, ОАЕ                          | Premier 5         | Тверде     | Белінда Бенчич       | 3–6, 6–1, 2–6      |
| Перемога  | 27–9  | Кві 2019 | Porsche Tennis Grand Prix, Німеччина              | Premier           | Ґрунт (i)  | Анетт Контавейт      | 6–3, 7–6(7–2)      |
| Поразка   | 27–10 | Лют 2020 | Катар Open, Катар                                 | Premier 5         | Тверде     | Аріна Соболенко      | 3–6, 3–6           |
| Перемога  | 28–10 | Бер 2021 | Катар Open, Катар (2)                             | WTA 500           | Тверде     | Гарбінє Мугуруса     | 6–2, 6–1           |
| Перемога  | 29–10 | Чер 2022 | Eastbourne International, Велика Британія         | WTA 500           | Трава      | Олена Остапенко      | 6–3, 6–2           |
| Поразка   | 29–11 | Сер 2022 | Мастерс Цинциннаті, США                           | WTA 1000          | Тверде     | Каролін Гарсія       | 2–6, 4–6           |
| Перемога  | 30–11 | Бер 2023 | Відкритий чемпіонат Маямі з тенісу, США           | WTA 1000          | Тверде     | Олена Рибакіна       | 7–6(16–14), 6–2    |
| Перемога  | 31–11 | Чер 2023 | German Open, Німеччина                            | WTA 500           | Трава      | Донна Векич          | 6–2, 7–6(8–6)      |